# Your Memory Wins Again
Your Memory Wins Again es una canción del artista de música country estadounidense Skip Ewing. Fue lanzada en marzo de 1988 como el primer sencillo del álbum The Coast of Colorado. La canción alcanzó el puesto 17 en la lista Billboard Hot Country Singles & Tracks.  Ewing escribió la canción con Mike Geiger y Woody Mullis.